# Тенчин
Тенчин (пол. Tenczyn) — село в Польщі, у гміні Любень Мисленицького повіту Малопольського воєводства.
Населення — 2231 особа (2011).

## Демографія
Демографічна структура станом на 31 березня 2011 року:
|          | Загалом | Допрацездатний вік | Працездатний вік | Постпрацездатний вік |
| -------- | ------- | ------------------ | ---------------- | -------------------- |
| Чоловіки | 1113    | 277                | 741              | 95                   |
| Жінки    | 1118    | 329                | 606              | 183                  |
| Разом    | 2231    | 606                | 1347             | 278                  |